# 145th Street (Broadway-Seventh Avenue Line)
145th Street is een station van de metro van New York aan de Broadway-Seventh Avenue Line.
Het station werd geopend op 27 oktober 1904 als een van de twee terminusstations en een van de 28 stations van de oorspronkelijke eerste metrolijn. 
De lijn uitgebaat door de Interborough Rapid Transit Company (IRT) liep tussen City Hall en 145th Street. 
Van noord naar zuid:
Van Cortlandt Park-242nd Street · 
238th Street · 
231st Street · 
Marble Hill-225th Street · 
215th Street · 
207th Street · 
Dyckman Street · 
191st Street · 
181st Street · 
168th Street · 
157th Street · 
145th Street · 
137th Street-City College · 
125th Street · 
116th Street-Columbia University · 
110th Street-Cathedral Parkway · 
103rd Street · 
96th Street ·
86th Street · 
79th Street · 
72nd Street · 
66th Street-Lincoln Center · 
59th Street-Columbus Circle · 
50th Street · 
Times Square-42nd Street · 
34th Street-Penn Station · 
28th Street · 
23rd Street · 
18th Street · 
14th Street · 
Christopher Street-Sheridan Square · 
Houston Street · 
Canal Street · 
Franklin Street · 
Chambers Street · 
WTC Cortlandt · 
Rector Street · 
South Ferry